# Hamline University
Hamline University – amerykański metodystyczny uniwersytet prywatny  w Saint Paul w Minnesocie. 
Uczelnia została założona w 1854 roku w Red Wing przez metodystycznego biskupa Leonidasa Lenta Hamline. W 1873 uniwersytet został przeniesiony do obecnej siedziny w Saint Paul.

## Struktura organizacyjna
W ramach uczelni działają następujące szkoły i colleges:
- College of Liberal Arts,
- School of Business,
- School of Education,
- School of Law.